# Milan Šimonovský
Milan Šimonovský, né le 17 février 1949 à Brno, est un homme politique tchèque, membre de l'Union chrétienne démocrate – Parti populaire tchécoslovaque (KDU-ČSL).